# Седельники
Седельники, также Сидельники (бел. Сядзельнікі) — деревня в Волковысском районе Гродненской области Белоруссии, в составе Подоросского сельсовета. Население 72 человека (2009).

## География
Седельники находятся на границе с Брестской областью в 3 км восточнее центра сельсовета посёлка Подороск и в 25 км к юго-востоку от центра Волковыска. Деревня вытянута вдоль реки Зельвянки, в северной части деревни на реке плотина мини-ГЭС и запруда. Местная дорога соединяет деревню с Подороском.

## История
Местечко известно с середины XVI в. В XVII веке — шляхетская околица (застянок), в 1796 году здесь проживало 35 шляхетских семейств.
В результате третьего раздела Речи Посполитой (1795) Седельники оказалась в составе Российской империи, в Волковысском уезде. В 1836 году здесь было 10 дворов и 51 житель, в 1914 году — 94 жителя. В 1872 году построена православная церковь Параскевы Пятницы, сохранившаяся до нашего времени.
По Рижскому мирному договору (1921 года) Седельники попали в состав межвоенной Польской Республики, принадлежала Волковысскому повету Белостокского воеводства.
С 1939 года — в составе БССР, в 1947 году организован колхоз. В 50-е годы XX в. на реке Зельвянка построена гидроэлектростанция. Состоянием на 2004 год здесь было 70 дворов и 134 жителя. В 2009 году — 72 жителя. От дворянского имения до наших дней сохранились только хозпостройки.

## Достопримечательности
- Православная церковь Параскевы Пятницы, 1872
- Хозпостройки бывшей усадьбы, XIX век.